# Davíð Stefánsson
Davíð Stefánsson (Eyjafjördur, Islandia, 21 de enero de 1895 – Akureyri, Islandia, 1 de marzo de 1964) fue un poeta y novelista de Islandia.

## Biografía
Davíð Stefánsson creció en el seno de una familia agrícola con sólidas bases culturales que le inculcó el amor hacia su tierra, su literatura y su folclor. Viajó con frecuencia al exterior pero vivió la mayor paerte de su vida en Akureyri, la capital de la región de Norðurland Eystra, donde fue librero entre 1925 y 1952.

## Obra

### Poemas y dramas
Nació en 1926, en la localidad de Fagriskógur. Esta se encuentra en el fiordo de Eyjafjördur, en la región de Norðurland Eystra. Escribió Munkarnir á Möðruvöllum ("Los monjes de Möðruvöllum) y en 1941 la novela Sólon Islandus (I - II), sobre Sölva Helgason, un vagabundo soñador del siglo XIX cuyas ambiciones intelectuales son frustradas por la sociedad.
En 1941, escribió el drama Gullna hliðið ("La puerta dorada"), en 1944, Vopn guðanna ("Armas de los dioses"), y en 1953 Landið gleymda ("el país olvidado").

### Poesía
La primera poesía de Stefánsson, incluyendo la mayor parte de sus temas folclóricos y sus canciones de amor, apareció en:
- 1919: Svartar fjaðrir ("Plumas negras")
- 1922: Kvæði ("Poemas")
- 1924: Kveðjur ("Saludes")
- 1929: Ný Kvæði ("Nuevos poemas")

En 1930 esas obras aparecieron en un solo volumen.
Su poesía tardía —en forma de sátira social, contra el capitalismo, la religión y los horrores de la guerra— se publicó en las siguientes obras:
- 1933: Í byggðum ("Entre las viviendas humanas")
- 1936: Að norðan ("Desde el norte")
- 1947: Ný kvæðabók ("Un nuevo libro de poemas")
- 1966: Síðustu ljóð ("Últimos poemas") (póstumo)